# Fleetwood Mac
Fleetwood Mac is een Brits-Amerikaanse band die in 1967 werd opgericht in Londen. De band kende twee relatief succesvolle periodes, die gekenmerkt worden door de verschillende muzikale stijlen die de band in die periodes heeft gehad. In de eerste jaren na de oprichting door Peter Green werd er met name blues gespeeld en heette de (oorspronkelijk) Britse band Peter Green's Fleetwood Mac.
De groep evolueerde na de beginjaren tot een popgroep met steeds wisselende bezettingen. Na het vertrek van Peter Green trokken drummer Mick Fleetwood en bassist John McVie de muzikanten Christine Perfect en het Amerikaanse duo Stevie Nicks en Lindsey Buckingham aan. Met de komst van deze muzikanten werd in de periode tussen 1975 en 1987 een meer pop-georiënteerde weg ingeslagen. In deze periode werd het roemruchte album Rumours uitgebracht, dat nu nog geldt als een van de bestverkochte albums wereldwijd aller tijden.
In Nederland en België is Fleetwood Mac zowel bekend door hits uit de Britse periode (zoals Need Your Love So Bad en Oh Well), als door hits uit de Amerikaanse periode (zoals Don't Stop, Go Your Own Way, Dreams, Everywhere en Little Lies).

## Geschiedenis

### De Britse periode
Fleetwood Mac werd opgericht in juli 1967 door Peter Green. Oorspronkelijk bestond de band naast Green (zang, gitaar en mondharmonica) uit Mick Fleetwood (drums), Jeremy Spencer (gitaar) en Bob Brunning (bas).
Green had in 1966 samen met Fleetwood gespeeld in Shotgun Express, een R&B-band waarin Rod Stewart de zang voor zijn rekening nam. In datzelfde jaar nog verliet Green deze groep om Eric Clapton te vervangen in John Mayall's Bluesbreakers. Hier was John McVie de basgitarist. Fleetwood voegde zich begin 1967 ook bij John Mayall's Bluesbreakers. In datzelfde jaar stapten Green, Fleetwood en McVie uit deze band om een nieuw avontuur aan te gaan: Fleetwood Mac.
De bandnaam Fleetwood Mac is afkomstig van een nummer dat Green, Fleetwood en McVie opnamen in de tijd dat ze nog bij John Mayall speelden, maar komt eigenlijk neer op een samentrekking van de achternamen van Fleetwood en M(a)cVie. Korte tijd na de oprichting kwam zanger, slide-gitarist en toetsenist Jeremy Spencer de groep versterken.
Via een advertentie vond de band een tijdelijke bassist in Brunning, die in september 1967 definitief werd vervangen door McVie. 
Aanvankelijk was het repertoire van de band nogal gespleten: Green speelde vaak melancholieke blues, terwijl Spencer zich meer op het repertoire van Elmore James richtte. Op de eerste twee albums is pure blues te horen. Het geluid van de groep veranderde al snel, zeker nadat in de zomer van 1968 de groep nogmaals werd uitgebreid, ditmaal met gitarist en zanger Danny Kirwan. In deze formatie toerde de band tweemaal door Nederland: in de herfst van 1968 en begin 1969. De toekomstige topgroep speelde o.a. in zaaltjes in Leersum en Schaijk.
De band kreeg Europese bekendheid. De bekendste songs tot dan toe waren Black magic woman (later gecoverd door Santana), Need your love so bad en Albatross. Die laatste was een nummer 1-hit in Groot-Brittannië en haalde in Nederland de tweede plaats. Albatross leidde begin 1969 een verandering van stijl in met een reeks rocksingles: het introspectieve Man of the world, de grote hit Oh well (part 1) (de eerste Alarmschijf) en The green manalishi. 
Met het album Then Play On werd Fleetwood Mac een rockgroep. Het album is een voorbeeld van de veelzijdige muzikaliteit waartoe de band in staat was. Er staan ballads op, die worden afgewisseld met stevige rocknummers.
In mei 1970 verliet Green de band onverwacht. Green had tijdens een tournee door Duitsland heimelijk LSD toegediend gekregen en begon vreemd gedrag te vertonen. Zo wilde hij alle inkomsten van de band aan charitatieve doelen schenken. Toch waren de overige bandleden geschokt toen Green zelf de beslissing nam om op te stappen, want Green was dé ster en songwriter van de band. De band besloot daarop als een soort commune samen te gaan wonen. Toen de band naar Amerika moest voor een volgende tournee, werd McVies vrouw Christine gevraagd om als toetseniste de band te versterken. Zij had eerder al onder haar eigen naam Christine Perfect als gastmuzikante meegespeeld. Als zangeres van Chicken Shack had ze een hit gehad met I'd rather go blind en ze was door Melody Maker uitgeroepen tot beste zangeres van 1969.
In 1971 verliet ook Spencer de groep. Na aankomst in Los Angeles verliet hij het hotel waar de groep logeerde om even wat boodschappen te doen en was vervolgens drie dagen zoek. Hij bleek zich te hebben aangesloten bij de sekte Children of God. Voor de rest van de tournee werd hij opvallend genoeg vervangen door Green.
Spencers definitieve vervanger werd de Amerikaanse gitarist Bob Welch. Afgezien van de twee naamgevers van de groep, Fleetwood en McVie, had Fleetwood Mac toen weinig meer te maken met de bluesband uit de jaren 60. Voortaan maakte Fleetwood Mac popmuziek, met regelmatige bezettingswisselingen. Hierdoor werd een nieuw publiek aangesproken maar haakten fans van het eerste uur af.

### Crisis
Gitarist Kirwan zorgde voor problemen in de band en weigerde op te treden. In 1972 werd Bob Weston aangetrokken als vervanging. Ook was Dave Walker uit Savoy Brown enige tijd zanger, maar zijn stemgeluid paste geheel niet bij Fleetwood Mac. De band kwam in de problemen toen Weston werd ontslagen vanwege het aanknopen van amoureuze banden met Jenny Boyd, de vrouw van Fleetwood en zus van Pattie Boyd (Fleetwood en George Harrison waren zwagers). 
Terwijl de band probeerde een nieuwe formatie bij elkaar te krijgen meende manager Clifford Davis recht te hebben op de bandnaam en stuurde een geheel andere band naar Amerika om onder de naam Fleetwood Mac op te treden. De "echte" Fleetwood Mac mocht niet zelf optreden. Het duurde maanden en kostte veel tijd om de rechten op de bandnaam terug te krijgen. De "valse" Fleetwood Mac had later een hit met Why Did You Do It onder de naam Stretch.
Voortaan zouden de "echte" Fleetwood Mac hun eigen management verzorgen. Kort daarna verliet Welch de groep, waardoor alleen Fleetwood en het echtpaar McVie overbleven.

### De Amerikaanse periode
Eind 1974 vestigden de overgebleven leden van Fleetwood Mac zich in Californië. Fleetwood vond in Lindsey Buckingham een nieuwe geschikte gitarist. Echter, Buckingham was hiertoe alleen bereid indien Stevie Nicks, zijn toenmalige vriendin met wie hij ook een muzikaal duo vormde, ook mocht toetreden tot de band. Dat gebeurde; met Nicks en Buckingham kreeg de groep een belangrijke nieuwe impuls. Dat de groep hiermee een nieuw begin maakte wordt geïllustreerd door de titel van het eerste album in deze bezetting; de plaat heet Fleetwood Mac, net als het debuut van het oude Fleetwood Mac uit 1967. Dit album betekende de doorbraak van de band in Amerika.
Het volgende album Rumours uit 1977, met onder andere de hits Go your own way en Dreams had een enorm commercieel succes en was het bestverkochte album aller tijden tot het album Thriller van Michael Jackson uitkwam. Doordat zowel het echtpaar McVie als het duo Nicks-Buckingham relationele problemen hadden, liepen de spanningen in de studio geregeld zeer hoog op. Ook Fleetwood lag in scheiding met zijn vrouw. Middels muziek en teksten reageerden zij zich af, waardoor het album een sterke emotionele lading kreeg. De McVies scheidden tijdens de Rumours-tour, hoewel Christine de naam McVie is blijven gebruiken.
De volgende albums, de experimentele dubbel-elpee Tusk (1979) en Mirage (1982) verkochten goed, maar het gigantische verkoopsucces van Rumours kon niet worden geëvenaard. In de daaropvolgende jaren hielden de leden van de groep zich vooral bezig met solo-projecten waarbij Nicks het succesvolste is gebleken. Ondertussen ging Fleetwood failliet, John McVie kwam van zijn jarenlange alcoholprobleem af en Nicks loste haar drugsverslaving op.
In 1987 verscheen Tango in the night, een album waar twee jaar aan werd gewerkt. Dit album was een groot commercieel succes, er werden zes singles vanaf gehaald waaronder Big love, Little lies en Everywhere.
Na het verschijnen van Tango in the Night verliet Buckingham de band vanwege de spanningen in de groep. Hij werd vervangen door gitaristen Billy Burnette en Rick Vito, waarmee in 1990 het album Behind the Mask werd opgenomen. In de jaren daarna stapten Nicks, Christine McVie en Vito uit de band. Bij de inauguratie van president Bill Clinton in 1993 trad de Rumours-bezetting op in een eenmalige reünie. In een nieuwe bezetting, met daarin onder meer Dave Mason, ging Fleetwood Mac in 1994 op tournee en werd het album Time opgenomen. Dit album werd geen succes.
In 1997 keerden Christine McVie, Buckingham en Nicks terug voor een tournee, naar aanleiding waarvan het live-album The dance verscheen. In de Verenigde Staten kwam Fleetwood Mac hiermee voor het eerst in vijftien jaar weer op nummer 1 in de albumchart. Na dit project verliet Christine McVie de band, naar later bleek door psychische problemen.
De vier overgebleven bandleden namen een nieuw studio-album op dat verscheen in 2003, Say you will. Hierna volgde een wereldtour waarbij Nederland niet werd aangedaan. In 2009 volgde de Unleashed-tour waarbij Fleetwood Mac Europa en ook Nederland en België bezocht. De media waren erg positief over het 2,5 uur durende optreden, dat bestond uit oude hits. Fleetwood Mac heeft in 2013 een vergelijkbare wereldtour gedaan: Fleetwood Mac live. Zij bezochten tweemaal de Ziggo Dome in Amsterdam en het Sportpaleis in Antwerpen. Deze tour moest echter halverwege worden afgebroken omdat John McVie behandeld moest worden tegen kanker.
Onverwacht werd in januari 2014 aangekondigd dat de toen 70-jarige Christine McVie terugkeerde in de band. John McVie was inmiddels hersteld van zijn ziekte. Hiermee was de Rumours-bezetting voor het eerst in bijna twintig jaar weer compleet. In 2014-2015 vond de On with the show tour plaats waarbij twee concerten in het Ziggo Dome en één in het Sportpaleis Antwerpen werden gegeven.
De band ging tevens opnieuw de studio in om een nieuwe cd op te nemen.
Op 9 april 2018 werd bekend dat Buckingham was ontslagen. Buckingham werd vervangen door Neil Finn (Crowded House) en Mike Campbell (afkomstig van Tom Petty & the Heartbreakers).
Op 30 november 2022 overleed Christine McVie op 79-jarige leeftijd na een kort ziekbed.

## Discografie

### Studioalbums
- Peter Green's Fleetwood Mac (Blue Horizon, 1968)
- Mr. Wonderful (Epic, 1968)
- Then Play On (Reprise, 1969)
- Kiln house (1970)
- Future games (1971)
- Bare trees (1972)
- Penguin (Reprise, 1973)
- Mystery to me (1973)
- Heroes are hard to find (1974)
- Fleetwood Mac (11-7-1975)
- Rumours (4-2-1977)
- Tusk (12-10-1979)
- Mirage (28-6-1982)
- Tango in the Night (14-4-1987)
- Behind the mask (10-4-1990)
- Time (10-10-1995)
- Say you will (15-04-2003)

### Livealbums
- Fleetwood Mac In Chicago/Blues Jam In Chicago vols 1 & 2 (Blue Horizon, 1969)
- Live (Warner Bros. Records, 08-12-1980)
- Bermuda Triangle (live 1974, uitgegeven 1989)
- Oh Well – Greatest Hits Live (Mainline, 1989)
- Live at the Marquee, 1967 (uitgegeven 1992)
- Live At The BBC (uitgegeven 1995)
- The Dance (19-08-1997)
- Masters: London Live '68 (uitgegeven 1998)
- Shrine '69 (live 1969, uitgegeven 1999)
- Live at the Boston Tea Party, vols 1-3 (opgenomen Feb 5-7, 1970, uitgegeven 2009)

### Verzamelaars en latere uitgaven
- The Pious Bird Of Good Omen (Blue Horizon 1969 - alleen VK)
- English Rose (Epic, 1969 – alleen VS)
- Greatest Hits (CBS Europe, 1971)
- The Original Fleetwood Mac (opnamen uit 1967-1968, uitgegeven Blue Horizon, 1971)
- The best of Fleetwood Mac (Reprise Records, 1978)
- Greatest hits (Warner Bros. Records, 22-10-1988)
- 25 years – the chain (Warner Bros. Records, 20-12-1992)
- The Complete Blue Horizon Sessions 1967-1969 [Box set] (Columbia UK, 1999)
- The Vaudeville Years of Fleetwood Mac: 1968 to 1970 [Box set] (uitgegeven 1999)
- Show-Biz Blues 1968-1970 [Box set] (Companion to "Vaudeville Years", uitgegeven c. 2002)
- Best of Peter Green's Fleetwood Mac (Columbia UK, 2000)
- Original Fleetwood Mac: The Blues Years (3 cd-set, Castle, 2000)
- Jumping at Shadows: The Blues Years (Castle/Sanctuary, 2002)
- The very best of Fleetwood Mac (Reprise Records, 2002)
- Men of the World: The Early Years (Sanctuary, 2005)
- Fleetwood Mac 1973 To 1974: [5 LP, 1 7" Vinyl-Box set] (Warner Records 04-09-2020)

### Hitlijsten

#### Albums
| Album met eventuele hitnotering(en) in de Nederlandse Album Top 100 | Datum van verschijnen | Datum van binnenkomst | Hoogste positie | Aantal weken | Opmerkingen             |
| ------------------------------------------------------------------- | --------------------- | --------------------- | --------------- | ------------ | ----------------------- |
| The Best of Fleetwood Mac                                           | 1974                  | 14-09-1974            | 47              | 2            | Verzamelalbum / Goud    |
| Rumours                                                             | 1977                  | 26-02-1977            | 1(10wk)         | 104          | Platina                 |
| Tusk (album)                                                        | 1979                  | 27-10-1979            | 4               | 21           | Platina                 |
| Live                                                                | 1980                  | 20-12-1980            | 15              | 9            | Livealbum               |
| Mirage                                                              | 1982                  | 10-07-1982            | 6               | 16           |                         |
| Tango in the Night                                                  | 1987                  | 25-04-1987            | 1(3wk)          | 103          | Platina                 |
| Greatest Hits                                                       | 1988                  | 03-12-1988            | 2               | 49           | Verzamelalbum / Platina |
| Behind the Mask                                                     | 1990                  | 21-04-1990            | 5               | 24           | Goud                    |
| Time                                                                | 1995                  | 28-10-1995            | 52              | 5            |                         |
| The Dance                                                           | 1997                  | 30-08-1997            | 7               | 12           | Livealbum / Goud        |
| The Very best of Fleetwood Mac                                      | 2002                  | 16-11-2002            | 75              | 7            | Verzamelalbum / Goud    |
| Say you will                                                        | 2003                  | 03-05-2003            | 28              | 8            |                         |
| Rumours - 35th Anniversary Deluxe Edition Box                       | 2013                  | 02-02-2013            | 7               | 8            |                         |
| Fleetwood Mac                                                       | 2018                  | 27-01-2018            | 86              | 1            |                         |
| 50 Years - Don't Stop                                               | 2018                  | 24-11-2018            | 53              | 1            |                         |
| The Alternate Rumours                                               | 2020                  | 03-10-2020            | 54              | 1            |                         |

| Album met hitnotering(en) in de Vlaamse Ultratop 200 albums | Datum van verschijnen | Datum van binnenkomst | Hoogste positie | Aantal weken | Opmerkingen   |
| ----------------------------------------------------------- | --------------------- | --------------------- | --------------- | ------------ | ------------- |
| The Dance                                                   | 1997                  | 06-09-1997            | 37              | 4            | Livealbum     |
| The Very Best of Fleetwood Mac                              | 2002                  | 21-12-2002            | 39              | 4            | Verzamelalbum |
| Rumours                                                     | 2013                  | 02-02-2013            | 11              | 49           |               |
| 25 Years - The Chain                                        | 2013                  | 16-02-2013            | 103             | 8            |               |
| Tusk                                                        | 2015                  | 12-12-2015            | 148             | 4            |               |
| Mirage (2016 Reissue)                                       | 2016                  | 01-10-2016            | 71              | 2            |               |
| Tango in the Night (2017 Reissue)                           | 2017                  | 08-04-2017            | 44              | 10           |               |
| Fleetwood Mac                                               | 2018                  | 27-01-2018            | 94              | 3            |               |
| 50 Years - Don't Stop                                       | 2018                  | 24-11-2018            | 16              | 18           |               |
| Greatest Hits                                               | 2019                  | 05-01-2019            | 17              | 219          |               |
| 1969 to 1974                                                | 2020                  | 12-09-2020            | 176             | 1            |               |
| Live                                                        | 2021                  | 17-04-2021            | 194             | 1            |               |

#### Singles
| Single met eventuele hitnotering(en) in de Nederlandse Top 40 | Datum van verschijnen | Datum van binnenkomst | Hoogste positie | Aantal weken | Opmerkingen                                                                             |
| ------------------------------------------------------------- | --------------------- | --------------------- | --------------- | ------------ | --------------------------------------------------------------------------------------- |
| Need Your Love So Bad                                         | 1968                  | 28-09-1968            | 7               | 13           | #7 in de Parool Top 20                                                                  |
| Albatross                                                     | 1969                  | 04-01-1969            | 4               | 12           | #4 in de Hilversum 3 Top 30                                                             |
| Man of the World                                              | 1969                  | 26-04-1969            | 12              | 6            | #24 in de Hilversum 3 Top 30                                                            |
| Need Your Love So Bad                                         | 1969                  | 27-09-1969            | 12              | 8            | #10 in de Hilversum 3 Top 30                                                            |
| Oh Well (part 1)                                              | 1969                  | 08-11-1969            | 1(4wk)          | 11           | allereerste Alarmschijf / #1 in de Hilversum 3 Top 30                                   |
| Rattlesnake Shake                                             | 1969                  | 20-12-1969            | tip11           | -            |                                                                                         |
| The Green Manalishi (With the Two Prong Crown)                | 1970                  | 30-05-1970            | 8               | 9            | #6 in de Hilversum 3 Top 30                                                             |
| Jewel Eyed Judy                                               | 1971                  | 13-02-1971            | tip2            | -            |                                                                                         |
| Albatross                                                     | 1973                  | 21-07-1973            | 2               | 9            | Alarmschijf / #23 in de Hilversum 3 Top 30                                              |
| Rhiannon (Will You Ever Win)                                  | 1976                  | 04-09-1976            | 16              | 7            | #16 in de Nationale Hitparade                                                           |
| Go Your Own Way                                               | 1977                  | 26-02-1977            | 1(3wk)          | 13           | #1 in de Nationale Hitparade                                                            |
| Don't Stop                                                    | 1977                  | 04-06-1977            | 5               | 8            | Veronica Alarmschijf Hilversum 3 / #4 in de Nationale Hitparade                         |
| Dreams                                                        | 1977                  | 24-09-1977            | 8               | 7            | Veronica Alarmschijf Hilversum 3 / #8 in de Nationale Hitparade                         |
| You Make Loving Fun                                           | 1978                  | 14-01-1978            | 27              | 5            | #22 in de Nationale Hitparade                                                           |
| Tusk                                                          | 1979                  | 29-09-1979            | 9               | 11           | #10 in de Nationale Hitparade / #8 in de TROS Top 50                                    |
| Sara                                                          | 1979                  | 05-01-1980            | 10              | 7            | Veronica Alarmschijf Hilversum 3 / #14 in de Nationale Hitparade / #8 in de TROS Top 50 |
| Hold Me                                                       | 1982                  | 19-06-1982            | 20              | 6            | #25 in de Nationale Hitparade / #25 in de TROS Top 50                                   |
| Gypsy                                                         | 1982                  | 11-09-1982            | tip6            | -            | #42 in de Nationale Hitparade / #47 in de TROS Top 50                                   |
| Big Love                                                      | 1987                  | 25-04-1987            | 4               | 11           | #8 in de Nationale Hitparade Top 100                                                    |
| Seven Wonders                                                 | 1987                  | 01-08-1987            | 27              | 4            | #28 in de Nationale Hitparade Top 100                                                   |
| Little Lies                                                   | 1987                  | 10-10-1987            | 10              | 10           | #10 in de Nationale Hitparade Top 100                                                   |
| Family Man                                                    | 1988                  | 23-01-1988            | 32              | 3            | #23 in de Nationale Hitparade Top 100                                                   |
| Everywhere                                                    | 1988                  | 09-04-1988            | 3               | 14           | #4 in de Nationale Hitparade Top 100 / TROS Paradeplaat Radio 3                         |
| Isn't It Midnight                                             | 1988                  | 23-07-1988            | tip4            | -            | #32 in de Nationale Hitparade Top 100                                                   |
| As Long as You Follow                                         | 1988                  | 19-11-1988            | 13              | 7            | Veronica Alarmschijf Radio 3 / #15 in de Nationale Hitparade Top 100                    |
| Hold Me                                                       | 1989                  | 25-03-1989            | 29              | 4            |                                                                                         |
| Save Me                                                       | 1990                  | 14-04-1990            | 9               | 8            | #6 in de Nationale Top 100                                                              |
| Skies the Limit                                               | 1990                  | 04-08-1990            | tip4            | -            | #48 in de Nationale Top 100                                                             |
| Love Shines                                                   | 1993                  | 16-01-1993            | tip14           | -            | #82 in de Nationale Top 100                                                             |
| Silver Springs (live)                                         | 1997                  | -                     |                 |              | #96 in de Mega Top 100                                                                  |
| Peacekeeper                                                   | 2003                  | -                     |                 |              | #100 in de B2B Single Top 100                                                           |

| Single met hitnotering(en) in de Vlaamse Ultratop 50 | Datum van verschijnen | Datum van binnenkomst | Hoogste positie | Aantal weken | Opmerkingen |
| ---------------------------------------------------- | --------------------- | --------------------- | --------------- | ------------ | ----------- |
| Albatross                                            | 1969                  | 01-03-1969            | 19              | 1            |             |
| Oh Well                                              | 1969                  | 29-11-1969            | 5               | 9            |             |
| The Green Manalishi (With the Two Prong Crown)       | 1970                  | 20-06-1970            | 16              | 4            |             |
| Rhiannon (Will You Ever Win)                         | 1976                  | 09-10-1976            | 21              | 2            |             |
| Go Your Own Way                                      | 1977                  | 05-03-1977            | 1               | 12           |             |
| Don't Stop                                           | 1977                  | 18-06-1977            | 6               | 8            |             |
| Dreams                                               | 1977                  | 08-10-1977            | 22              | 4            |             |
| Tusk                                                 | 1979                  | 13-10-1979            | 26              | 8            |             |
| Sara                                                 | 1979                  | 12-01-1980            | 6               |              |             |
| Hold Me                                              | 1982                  | 03-07-1982            | 14              | 8            |             |
| Big Love                                             | 1987                  | 02-05-1987            | 8               | 9            |             |
| Seven Wonders                                        | 1987                  | 01-08-1987            | 27              | 4            |             |
| Little Lies                                          | 1987                  | 07-11-1987            | 14              | 7            |             |
| Family Man                                           | 1988                  | 23-01-1988            | 30              | 2            |             |
| Everywhere                                           | 1988                  | 23-04-1988            | 1               | 14           |             |
| As Long as You Follow                                | 1988                  | 26-11-1988            | 17              | 9            |             |
| Save Me                                              | 1990                  | 05-05-1990            | 26              | 5            |             |

#### NPO Radio 2 Top 2000
| Nummers met noteringen in de NPO Radio 2 Top 2000 | '99  | '00  | '01 | '02  | '03  | '04  | '05  | '06  | '07  | '08  | '09  | '10  | '11  | '12  | '13  | '14  | '15  | '16  | '17  | '18  | '19  | '20  | '21  | '22  | '23  | '24  |
| ------------------------------------------------- | ---- | ---- | --- | ---- | ---- | ---- | ---- | ---- | ---- | ---- | ---- | ---- | ---- | ---- | ---- | ---- | ---- | ---- | ---- | ---- | ---- | ---- | ---- | ---- | ---- | ---- |
| Albatross                                         | 205  | 199  | 127 | 191  | 223  | 211  | 242  | 212  | 321  | 223  | 240  | 265  | 384  | 361  | 382  | 424  | 486  | 581  | 551  | 705  | 639  | 581  | 557  | 502  | 621  | 614  |
| As Long as You Follow                             | -    | 1481 | -   | -    | 1829 | 1894 | -    | 1967 | -    | -    | 1985 | 1992 | -    | 1778 | 1793 | 1706 | -    | -    | -    | -    | -    | -    | -    | 1651 | -    | -    |
| Big Love                                          | -    | 1818 | -   | 1799 | 1838 | -    | -    | -    | -    | -    | 1753 | 1844 | 1667 | 1300 | 903  | 1147 | 1118 | 1424 | 1404 | 1261 | 1380 | 1395 | 1530 | 1058 | 1469 | 1682 |
| Black Magic Woman                                 | -    | -    | -   | -    | -    | -    | -    | -    | -    | -    | -    | -    | -    | -    | -    | -    | -    | -    | 1939 | 1782 | 1989 | 1982 | -    | -    | -    | -    |
| Don't Stop                                        | 636  | 566  | 527 | 586  | 767  | 669  | 762  | 794  | 748  | 709  | 749  | 760  | 827  | 696  | 527  | 608  | 719  | 765  | 853  | 701  | 683  | 541  | 618  | 361  | 527  | 485  |
| Dreams                                            | -    | 1059 | 917 | 966  | 1018 | 984  | 1254 | 1132 | 1106 | 1096 | 924  | 946  | 692  | 585  | 336  | 263  | 338  | 341  | 249  | 229  | 272  | 111  | 111  | 88   | 111  | 91   |
| Everywhere                                        | -    | 1097 | 866 | 1144 | 1180 | 1180 | 1426 | 1542 | 1722 | 1410 | 1399 | 1411 | 1310 | 1228 | 854  | 861  | 877  | 794  | 674  | 468  | 442  | 359  | 295  | 167  | 242  | 262  |
| Go Your Own Way                                   | 64   | 67   | 73  | 71   | 69   | 79   | 77   | 94   | 102  | 85   | 63   | 67   | 71   | 81   | 41   | 30   | 40   | 43   | 33   | 42   | 43   | 41   | 45   | 25   | 39   | 39   |
| Gypsy                                             | -    | -    | -   | -    | -    | -    | -    | -    | -    | -    | -    | -    | -    | -    | -    | -    | -    | -    | -    | -    | -    | -    | -    | 1848 | 1659 | 1426 |
| Landslide                                         | -    | -    | -   | -    | -    | -    | -    | -    | -    | -    | -    | -    | -    | -    | -    | -    | 1625 | 677  | 538  | 500  | 424  | 326  | 325  | 220  | 231  | 223  |
| Little Lies                                       | -    | 800  | 964 | 1016 | 1560 | 1358 | 1374 | 1458 | 1857 | 1486 | 1455 | 1464 | 1263 | 1098 | 877  | 836  | 1003 | 913  | 861  | 622  | 629  | 532  | 534  | 226  | 390  | 424  |
| Man of the World                                  | 1441 | 963  | 778 | 1193 | 1244 | 1127 | 1305 | 1604 | 1848 | 1427 | 1668 | 1745 | 1975 | 1878 | 1755 | 1946 | -    | -    | -    | -    | -    | -    | -    | -    | -    | -    |
| Need Your Love So Bad                             | 194  | 393  | 244 | 207  | 266  | 230  | 213  | 255  | 400  | 257  | 309  | 283  | 402  | 607  | 427  | 451  | 544  | 657  | 628  | 770  | 808  | 729  | 807  | 758  | 891  | 932  |
| Never Going Back Again                            | -    | -    | -   | -    | -    | -    | -    | -    | -    | -    | -    | -    | -    | -    | -    | -    | -    | -    | -    | -    | -    | 1936 | 1899 | 1510 | 1545 | 1915 |
| Oh Well                                           | 261  | 206  | 270 | 261  | 421  | 275  | 390  | 471  | 557  | 411  | 398  | 472  | 488  | 636  | 500  | 610  | 848  | 1192 | 1038 | 1140 | 1068 | 1113 | 1228 | 1046 | 1254 | 1395 |
| Rhiannon                                          | 710  | 579  | 614 | 556  | 617  | 722  | 889  | 990  | 1030 | 824  | 813  | 817  | 794  | 797  | 538  | 567  | 506  | 570  | 530  | 583  | 634  | 548  | 608  | 456  | 569  | 724  |
| Sara                                              | 231  | 306  | 188 | 166  | 194  | 278  | 329  | 359  | 371  | 287  | 275  | 273  | 268  | 289  | 241  | 227  | 211  | 268  | 261  | 273  | 288  | 251  | 312  | 188  | 264  | 225  |
| Seven Wonders                                     | -    | -    | -   | -    | -    | -    | -    | -    | -    | -    | -    | -    | -    | -    | -    | -    | -    | -    | -    | 1447 | 1529 | 1475 | 1345 | 995  | 1389 | 1272 |
| Silver Springs                                    | -    | -    | -   | -    | -    | -    | -    | -    | -    | -    | -    | -    | -    | -    | -    | -    | -    | -    | -    | -    | -    | -    | -    | -    | -    | 836  |
| Songbird                                          | -    | -    | -   | -    | -    | -    | -    | -    | -    | -    | -    | -    | -    | -    | 1620 | 398  | 399  | 479  | 515  | 604  | 589  | 500  | 553  | 92   | 216  | 235  |
| The Chain                                         | -    | -    | -   | -    | -    | -    | -    | -    | -    | -    | -    | -    | -    | -    | 1835 | 551  | 465  | 520  | 252  | 157  | 149  | 109  | 77   | 40   | 45   | 35   |
| The Green Manalishi (With the Two Prong Crown)    | -    | 1065 | -   | -    | -    | 1237 | 1593 | 1487 | 1594 | 1682 | 1545 | 1669 | 1675 | 1861 | 1629 | 1685 | -    | -    | -    | -    | -    | -    | -    | -    | -    | -    |
| Tusk                                              | -    | -    | -   | -    | -    | -    | 619  | 683  | 757  | 1029 | 432  | 440  | 492  | 626  | 422  | 447  | 452  | 397  | 467  | 558  | 557  | 491  | 577  | 413  | 553  | 655  |
| You Make Loving Fun                               | -    | -    | -   | -    | 1762 | 1740 | 1719 | -    | -    | -    | 1969 | 1683 | 1887 | 1725 | 1379 | 1453 | 1738 | 1911 | 1904 | 1931 | 1889 | 1604 | 1826 | 757  | 1448 | 1240 |

1. ↑  Een '-' betekent dat het nummer niet was genoteerd en een vetgedrukt getal geeft de hoogste notering van een nummer aan.

### Dvd's
| Dvd's met hitnoteringen in de DVD Top 30 | Datum van verschijnen' | Datum van binnenkomst | Hoogste positie | Aantal weken | Opmerkingen |
| ---------------------------------------- | ---------------------- | --------------------- | --------------- | ------------ | ----------- |
| The Dance                                | 2002                   | 16-11-2002            | 16              | 18           |             |
| Live in Boston                           | 2004                   | 18-09-2004            | 16              | 8            |             |
| In Concert 1982                          | 2010                   | 30-10-2010            | 25              | 1            |             |

## Bezettingen
| (1967) (MK I)        | - Peter Green (zang, gitaar) - Mick Fleetwood (drums) - Jeremy Spencer (gitaar, zang) - Bob Brunning (bas) |
| (1967) (MK II)       | - Peter Green (zang, gitaar) - Mick Fleetwood (drums) - Jeremy Spencer (gitaar, zang) - John McVie (bas) (Na een aantal weken verving John McVie Bob Brunning.)                                                                                                 |
| (1968-70) (MK III)   | - Peter Green (zang, gitaar) - Mick Fleetwood (drums) - Jeremy Spencer (zang, gitaar) - John McVie (bas) - Danny Kirwan (gitaar, zang) |
| (1970) (MK IV)       | - Mick Fleetwood (drums) - Jeremy Spencer (zang, gitaar) - John McVie (bas) - Danny Kirwan (gitaar, zang) |
| (1970-71) (MK V)     | - Mick Fleetwood (drums) - Jeremy Spencer (zang, gitaar) - John McVie (bas) - Danny Kirwan (gitaar, zang) - Christine McVie (keyboard, zang) |
| (1971) (MK VI)       | - Mick Fleetwood (drums) - John McVie (bas) - Danny Kirwan (gitaar, zang) - Christine McVie (keyboard, zang) - Peter Green (gitaar) (Peter Green verving tot het einde van de tournee van 1971 op de gitaar Jeremy Spencer, die abrupt uit de band was gestapt) |
| (1971-72) (MK VII)   | - Mick Fleetwood (drums) - John McVie (bas) - Danny Kirwan (gitaar, zang) - Christine McVie (keyboard, zang) - Bob Welch (zang, gitaar) |
| (1972-73) (MK VIII)  | - Mick Fleetwood (drums) - John McVie (bas) - Christine McVie (keyboard, zang) - Bob Welch (zang, gitaar) - Bob Weston (gitaar) - Dave Walker (zang) |
| (1973-74) (MK IX)    | - Mick Fleetwood (drums) - John McVie (bas) - Christine McVie (keyboard, zang) - Bob Welch (zang, gitaar) - Bob Weston (gitaar) |
| (1974) (MK X)        | - Mick Fleetwood (drums) - John McVie (bas) - Christine McVie (keyboard, zang) - Bob Welch (zang, gitaar) |
| (1975-87) (MK XI)    | - Mick Fleetwood (drums) - John McVie (bas) - Christine McVie (keyboard, zang) - Lindsey Buckingham (gitaar, zang) - Stevie Nicks (zang) |
| (1988-91) (MK XII)   | - Mick Fleetwood (drums) - John McVie (bas) - Christine McVie (keyboard, zang) - Stevie Nicks (zang) - Rick Vito (gitaar, zang) - Billy Burnette (gitaar, zang)                                                                                                 |
| (1991-93) (MK XIII)  | - Mick Fleetwood (drums) - John McVie (bas) - Christine McVie (keyboard, zang) - Billy Burnette (gitaar, zang) |
| (1993) (MK XIV)      | - Mick Fleetwood (drums) - John McVie (bas) - Christine McVie (keyboard, zang) - Stevie Nicks (zang) - Lindsey Buckingham (gitaar, zang) (eenmalige reünie van de "Rumours-bezetting" t.g.v. de inauguratie van president Bill Clinton)                         |
| (1993) (MK XV)       | - Mick Fleetwood (drums) - John McVie (bas) - Christine McVie (keyboard, zang) - Billy Burnette (gitaar, zang) |
| (1993-94) (MK XVI)   | - Mick Fleetwood (drums) - John McVie (bas) - Christine McVie (keyboard, zang) - Bekka Bramlett (zang) - Dave Mason (gitaar, zang) |
| (1994-95) (MK XVII)  | - Mick Fleetwood (drums) - John McVie (bas) - Christine McVie (keyboard, zang) - Bekka Bramlett (zang) - Dave Mason (gitaar, zang) - Billy Burnette (gitaar, zang)                                                                                              |
| (1997-98) (MK XVIII) | - Mick Fleetwood (drums) - John McVie (bas) - Christine McVie (keyboard, zang) - Lindsey Buckingham (gitaar, zang) - Stevie Nicks (zang) |
| (1998-2014) (MK XIX) | - Mick Fleetwood (drums) - John McVie (bas) - Lindsey Buckingham (gitaar, zang) - Stevie Nicks (zang) |
| (2014-2018) (MK XX)  | - Mick Fleetwood (drums) - John McVie (bas) - Christine McVie (keyboard, zang) - Lindsey Buckingham (gitaar, zang) - Stevie Nicks (zang) |
| (2018-2022) (MK XXI) | - Mick Fleetwood (drums) - John McVie (bas) - Christine McVie (keyboard, zang) - Mike Campbell (gitaar) - Neil Finn (gitaar, zang) - Stevie Nicks (zang) |